# Asphaltoglaux cecileae
Asphaltoglaux cecileae är en förhistorisk utdöd fågel i familjen ugglor inom ordningen ugglefåglar. Den beskrevs 2012 som ny för vetenskapen utifrån lämningar funna i asfaltslager från sen pleistocen i Rancho La Brea Tar Pits utanför Los Angeles i amerikanska Kalifornien. Osteologiska jämförelser tyder på att arten står nära pärlugglorna i släktet Aegolius.